# Enrico Bernardi
Enrico Bernardi (Milà, 11 de març de 1838 - idm. 11 de juliol de 1900) fou un compositor italià del Romanticisme.
Va ser director d'orquestra en diversos teatres italians i de la corporació Corpo di musica que va realitzar gires arreu d'Itàlia i l'estranger.
A més de nombroses obres per a piano va escriure balls d'espectacle: Teliska (Milà, 1860); Marco Visconti (Reggio, 1862); Don Pasquale (Trieste, 1868); Ilda (1868); A te (Milà, 1876), i l'opereta bufa Il gran ducca di Gerolstein (Milà, 1871).